# ジャコ・パストリアス
ジャコ・パストリアス (Jaco Pastorius、本名 ジョン・フランシス・パストリアスIII世、1951年12月1日 - 1987年9月21日) は、アメリカ合衆国のジャズとフュージョンのエレクトリックベース奏者、作編曲家。
1970年代半ばに頭角を現し、1975年にはパット・メセニーの初リーダー作に参加、翌1976年にはファースト・ソロ・アルバム『ジャコ・パストリアスの肖像』を発表すると共にウェザー・リポートにベーシストとして参加。革新的なテクニックを持ち、エレクトリック・ベースの中でも少数派であるフレットレス・ベースを用いて、アンサンブルでの花形楽器にまで昇華させたことで知られる。フォークからジャズ路線へと足を踏み入れていた70年代後半のジョニ・ミッチェルとの活動も有名。

## 経歴

### 生い立ち
ペンシルベニア州ノリスタウンにて誕生したジャコは、幼少の頃から地元の聖歌隊に参加し、音楽的な素養を身に付けていた。ジャコが7歳の頃、家族はフロリダ州フォートローダーデールに移住した。彼のアルバムでスティール・ドラムが多く用いられているのは、フロリダで過ごした影響が大きいとされている。地元のバンド「ラス・オラス・ブラス」にドラマーとして参加していたが、13歳の時にフットボールの試合中、左手首を骨折してしまいドラムを続けることが難しくなり、ベーシストへ転向した。
高校卒業後には地元でウェイン・コクラン・アンド・ザ・C.C.ライダーズというソウルバンドを始め、多数のR&Bやジャズのバンドで活動しており、この頃に入手したフェンダー・ジャズベース（1960年モデル）とその後入手したジャズベース（1962年モデル）のネックとボディーを入れ替え、理想的な1本を作り上げ使用していた。その後更に変更を加え、フレットを抜きパテ埋めしたあとに船舶塗装用のエポキシ樹脂で指板全体をコーティング。実際は著名なギター職人、ジョン・カラザースによって演奏可能な状態に仕上げられている。米国アコースティック社製ベースアンプのModel#360と組み合わせ、自分のベース・サウンドを煮詰めていった。

### 愛称の由来
ジャコは幼い頃から Jocko というニックネームで呼ばれていた。これは1950年代のメジャー・リーグ名物アンパイア、ジョッコ・コンランから取ったものだった。「Nelson Jocko  Padron」という変名で活動していた事もあったが、アパートの隣に住んでいた音楽仲間のアレックス・ダーキィがフランス風に Jaco と綴った所これを気に入り、それ以降自分の事を Jaco と名乗るようになった。

### アルバム・デビュー
マイアミ大学でジャコ同様に教鞭を執っていて、良き音楽仲間でもあったパット・メセニーの1975年にリリースされた初リーダー・アルバム『ブライト・サイズ・ライフ』にベーシストとして参加。そして同年、ブラッド・スウェット・アンド・ティアーズのドラマーであるボビー・コロンビーとジャコが出会い、驚異的なベース・テクニックはデビュー・アルバム制作をコロンビーに決断させた。アルバム制作作業と併行して約2か月間コロンビーのバンドに参加し、そこでマイク・スターン（ギタリスト）と2年ぶりに再会し、以後の音楽活動とプライベートの両面で親しくなった。翌1976年、コロンビーのプロデュースで『ジャコ・パストリアスの肖像（原題・Jaco Pastorius）』が発表された。

### ウェザー・リポート時代
フロリダにウェザー・リポートのツアーで訪れていたジョー・ザヴィヌルに自分のデモ・テープを渡すなど、ジャコはベーシストとしてバンドに参加したい旨を直接ザヴィヌルへ伝えていた。丁度その頃には2代目のベーシスト、アルフォンソ・ジョンソンが脱退する予定であったため、1975年12月から1976年1月にかけての『ブラック・マーケット』のレコーディング・セッションで、ジャコはザヴィヌル作の「キャノンボール」と自作の「バーバリー・コースト」の2曲にベーシストとして参加した。これ以降、ジャコはウェザー・リポートの正式メンバーとなり、次作『ヘヴィ・ウェザー』以降ではコ・プロデューサー  としてクレジットされるようになった。
ウェザー・リポートでは単なるベーシストとしてではなく、曲提供なども含め、色々な意味での音楽的貢献度は高まっていた。『ヘヴィ・ウェザー』に収録され、ジャコのベース・ソロを聴くことが出来る「ティーン・タウン」では、父親譲りのドラミングも披露しており、後にライブ・アルバム『8:30』のスタジオ録音サイドに収録されている「8:30」でも、ジャコがドラムスを叩いている。来日コンサート時にはステージのオープニング曲としてジャコがドラムを叩いている。『ミスター・ゴーン』ではジャコ色が若干弱まったシンセサイザーとシーケンサー主体の抽象的なサウンドになり、この頃からジョー・ザヴィヌルとの確執が噂されるようになった。これ以降ウェザー・リポートのライブではジョー・ザヴィヌルの楽器類とジャコのベース・アンプの音量が非常に大きくなり、互いが音量でも競い合っているような雰囲気だったため、会場でPAされたサウンドは、ほぼロック・コンサート並の大音量だった。
ウェザー・リポート以外にもトリオ・オブ・ドゥーム (ジョン・マクラフリン、トニー・ウィリアムス、ジャコのトリオ) でのレコーディング・セッションと、トリオ・オブ・ドゥームでのハヴァナ・ジャム出演や、ジョニ・ミッチェルのアルバムとコンサート・ツアーへの参加など、一気に黄金時代を迎え華々しい活躍を続けていた。

### ソロ以降
1981年、ワーナー・ブラザース・レコードとソロ契約し、セカンド・ソロ・アルバム『ワード・オブ・マウス』をリリース 。翌1982年にはピーター・アースキンと共にウェザー・リポートから脱退し、ジャコは自身のビッグ・バンドに活躍の主軸を移した1982年4月には「ジャコ・パストリアス・バンド」として来日公演が予定されチケットも一般発売されたが、来日直前で病気などを理由に急遽ツアーは中止となった。
そして、同1982年8月下旬〜9月上旬にかけて、オーレックス・ジャズ・フェスティバルに参加する形で「ワード・オブ・マウス・ビッグ・バンド」としての来日公演を行い、各地で大成功をおさめた。この来日公演の模様は、後日NHK放送枠でオンエアされ、コンサート音源はライブ・アルバム『Twins I & II』などにも収められている。日本側からは東京ユニオンのメンバー数人がホーン・セクションとしてビッグ・バンドに参加していた 。翌1983年5月21日と22日には、再び「ジャコ・パストリアス・バンド」として東京新宿厚生年金会館大ホールでの来日コンサートが行われ、小編成ながらジャコの健在ぶりをアピールした。ほぼ同じ編成でモントリオールでのジャズ・フェスティバルへも出演していて、その模様は『ライブ・イン・モントリオール』としてビデオ・テープ版とレーザー・ディスク版で発売され、後にDVD版でも再発売されライヴ映像として残されている。
その後から晩年にかけてのジャコは、彼の健康状態や、奇行や荒れた生活から来る悪評によりニューヨークのジャズ・クラブ等の多くから出入り禁止を受けるなど、業界から「干された」状況となって行く。しかし当時のニューヨーク以外ではこの事実は知られず、ギター誌の表紙にもなり、ジャコ自身も多くのレコード会社やプロデューサーへ電話を掛けるなどしカムバックを画策していた。小規模なギグ中心の音楽活動自体は続けており、マイク・スターンやハイラム・ブロック、ケンウッド・デナード等とのセッションを行っていた。

## 精神疾患と死に至るまで
キャリアの初期のジャコはドラッグとアルコールを完全に避けた生活を送っていたが、ウェザー・リポート在籍時よりこれらを使用するようになっていった。1982年にウェザー・リポートを脱退した頃からジャコの生活は荒れはじめ、コカインに溺れたり双極性障害 (躁鬱病)に悩まされた。これは二人目の妻イングリッドと離婚して以来、悪化したという。同年の来日コンサート・ツアー中にも奇行  が目立つようになり、帰国後はマイケル・ブレッカーから勧められて精神病院へ入り、リチウムを処方された。
1986年の時点では彼の精神状態はさらに悪化し、アパートを追い出された後は路上生活を送っていた。この年の6月には前妻のイングリッドの助けを得て精神病院に再び入院するが、年末には再び路上生活に戻っている。

### 死に至った経緯と最期の様子
1987年9月11日、地元フォートローダーデールに来ていたサンタナのライブに無許可で飛び入りしようとしたところ、警備員に取り押さえられ、会場から追い出されてしまった。翌日未明、「ミッドナイト・ボトルクラブ」という店に泥酔している状態で入ろうとしたところ、空手技能を持ち合わせたガードマンと乱闘になる。乱闘の際、コンクリートに頭部を強打、脳挫傷による意識不明の重体  に陥ってしまった。
病室では昏睡状態が続いて一向に意識回復などの兆しがみられず、植物状態としてかろうじて心臓だけは動き続けていた。親族による話し合いの末、ジャコの父親であるジャック  により人工呼吸器が外され、1987年9月21日、21時25分、親族と病院関係者らが見守る中、永眠。彼の生まれ故郷であるフロリダの地で35年9か月あまりの生涯を閉じた。暴行容疑で逮捕起訴されたガードマンのリュック・ヘイヴァンは、後の裁判で第二級謀殺罪が適用されたが、4カ月の収監の後保釈された。

## 使用楽器

### フェンダー・ジャズベース
フェンダー社製の1960年製と1962年製ジャズベースを使用。3トーンサンバーストの1962年製を購入後、そのネックは黒の1960年製(塗装がリフィニッシュされた可能性があるとも言われる)の方に付け替えられ、1960年製の方は後年までフレット有りのままだった。ジャコのトレードマークにもなっている「Bass Of Doom」と名付けられた1962年製の方は先に述べた1960年製のネック搭載であり、1970年代前半にフレットが抜かれフレットレスに改造された。フレットが抜かれた指板にはパテ埋めを施し、指板全体には船舶の船底などで使用される「マリーン・エポキシ」と呼称され、乾燥後には強く硬化するエポキシ樹脂製のクリア塗料が塗られ、ローズウッド製の指板をラウンド・ワウンド弦の擦れなどから保護していた。当初ジャコ本人が塗布したエポキシは剥離しやすかったため、後にジャコの楽器のメンテを最晩年まで手掛けたギターテクによってデュポン社製のモールディング用エポキシ樹脂をネックの周囲に型枠を組んで流し込み、それを指板のカーブに合わせて1mm程まで薄く削り、研磨することで剥離が発生しにくいエポキシ加工の改良が施された。
ボリューム及びトーン・コントローラー関連
1962年製ジャズベースのオリジナル・コンディションは、ボリュームとトーン・コントロール・ノブが各1個ずつの計2組搭載される仕様だった。それは2階建て構造の可変抵抗器で構築された、2連式ボリュームとトーン・コントローラーの各々が、フロントとリアに搭載される2個のピックアップ各々のボリュームとトーンを調整する方式だった。ジャコのジャズベースは1963年式以降と同様に、フロントとリアの独立したボリュームが2個と、マスター・トーン・コントロール・ノブが1個搭載のものに変更されていた。コントロール・ノブのパーツはジャズベース本来の黒いプラスティック製の物ではなく、テレキャスターやプレシジョンベースなどに使われていた金属メッキ・タイプの物を装着。
トリビュート・モデル
ジャコが使用していた1962年製ジャズベースが、トリビュート扱いでフェンダー社のカスタム・ショップ・トリビュートという、特定のギター・ビルダーが作成するラインから「ジャコ・パストリアス / トリビュート・ジャズベース / フレットレス」として製造発売され 、ボディー上の傷や塗装の剥がれ、ネック裏の汚れ、指板のフレットラインとエポキシによるコーティングまでもが、ジャコ・パストリアスの楽器担当テクニシャン協力の元、フェンダー社独自のレリック・フィニッシュ  によって忠実に再現された。各種エージング処理などは施されず、通常の製品ラインであるシグネイチャー・モデルでは、指板のフィニッシュはポリウレタン塗装によるコーティングが施されていて、指板の材質もローズウッドではなくパーフェローを採用しているなど、カスタムショップ製トリビュート版とは差異がある。

### ベース弦
英国ロトサウンド社製 (ROTOSOUND) のRS-66 SWING BASS (スゥイング・ベース) というラウンド・ワウンド弦を使用していた 。一般的にはロック・ミュージシャン御用達のベース弦だが、ラウンド・ワウンド弦の特性の明るい音質と、エポキシ樹脂でコーティングされた硬い指板との相乗効果によるトーンが、彼の独特な音色を構成している。

### ベース・アンプ
米国アコースティック・コントロール・コーポレーション製の、オール・ディスクリート  構成ソリッド・ステート回路のベース・アンプ Model #360+361の組み合わせと、Model #320+408の組み合わせを主に使用。ウェザー・リポートへの参加初期は Model #360+361のみだったが、その後は複数台並んだ状態でセット・アップされ、ディレイ及びコーラス・エフェクトとフレーズのループ・サウンドなどは別々のセットから出力されていた。
Model #360+361（生産時期：1968年〜1971年）
Model #360 (プリ・アンプ部) と、Model #361 (エンクロージャー) との組み合わせになるベースアンプ。エンクロージャー部には45cmのスピーカーが中央に後ろ向きで1ユニット、フロント・ローデッド・ホーン形式でマウントされていて、パワー・アンプ・ユニットも搭載されている。プリ及びパワー・アンプ部は真空管回路を使用しないオール・ディスクリート構成ソリッド・ステート回路のハイ・パワー型となっていて、平均出力は220W、最大ピーク時は440Wまで対応できる仕様（詳細は、アコースティック・コントロール・コーポレーション を参照）。
Model #320+408（生産時期：1978年〜1982年）
Model #320 (プリ&パワー・アンプ部) と、Model #320 (エンクロージャー)との組み合わせになるベースアンプ。エンクロージャーは、4本のスピーカー・ユニットが搭載された「チューンド・コンビネーション・リフレックス (Tuned Combination Reflex)」という独特のエンクロージャー形式。オール・ディスクリート構成ソリッド・ステート回路のハイ・パワー型で、パワー・アンプ部の出力は1978年〜1980年は160W RMS@4Ω、1981年〜1982年は225W RMS@4Ω、接続するエンクロージャーのインピーダンスが2Ωの場合 (Model #408はインピーダンスが2Ω) には300W RMSが出せる仕様（詳細は、アコースティック・コントロール・コーポレーション を参照）。

## 演奏スタイル

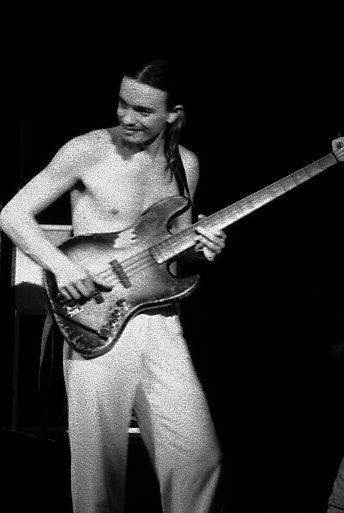
Weather Report Live at Convocation Hall, Toronto (27 Nov 1977)

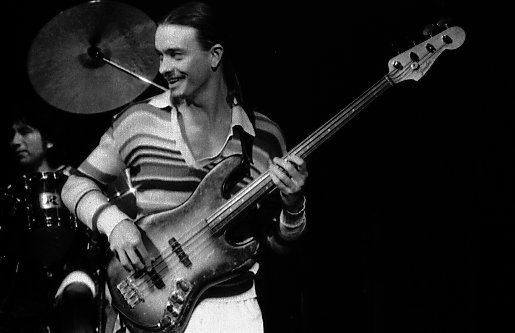
Weather Report Live at Convocation Hall, Toronto (27 Nov 1977)

ベースを弾く際、基本的に右手のポジションはブリッジ側ピックアップの上端に親指を乗せ、人差し指と中指を伸ばした状態のままで指の付け根を軸にして弾き、早いパッセージにも対応できる奏法をとっていた。ソフトな音色が必要とされる時などはネック終端に親指を乗せたそのポジションで弾いたり、いわゆるスラップ奏法はやらなかったが、パーカッシブなリズムを出す際には、手のひらを指板に弦ごと叩きつける様な奏法も取っていた。ウェザー・リポートの『ヘヴィ・ウェザー』収録「バードランド」や『ナイト・パッセージ』収録「Three Views Of A Secret」のイントロやソロの一節などでは、親指を利用したピッキング・ハーモニクス奏法が随所に使われて、この奏法の場合には必要なハーモニクス・ノート毎に親指で弦に触れる場所が変わるため、曲全体を通すと様々なポジションで弾く非常に高度なテクニックでもある。また、演奏中にボリュームやトーンのノブを細かく調整していることがある。1本のベースから多彩なトーンを得ようとする、ジャコならではの「サウンド」に対する執着心と細やかさが窺える。左手でポジションを押弦した状態から右手でハーモニクスを鳴らし、右手で低音弦の1〜5フレットをタッピングで鳴らす技も披露している。
エフェクト効果
スタジオ録音においてはダブル・トラッキング  を行うことがあり、フレットレスの微妙なピッチ・コーラス効果を巧みに使用していた。この効果は、ウェザー・リポートの『ヘヴィ・ウェザー』収録「A Remark You Made」や『ジャコ・パストリアスの肖像』収録「コンティニューム」などで聴くことができる。この効果をステージ上で再現するために、MXR社製デジタル・ディレイを使った疑似ダブリング効果を用いていた。オーディオ・サンプリング機能の初歩的機能でもあるサウンド・メモリー機能も使い、サウンド・オン・サウンド方式でソロ・パフォーマンス時における彼独自のスラッピングしたフレーズなどをループさせて特定のリズムを作り、その上でソロを弾いた。毎度おなじみの光景ながら、観客はそのパフォーマンスを楽しんだ。
パフォーマンス
ライブ中でのベース・ソロ終盤には概ねディストーションを掛けた状態でのハーモニクス奏法で『ジャコ・パストリアスの肖像』収録「トレーシーの肖像」を弾き始め、ジミ・ヘンドリックスの「Third Stone From The Sun」などから有名なフレーズも引用したプレイの後、ベースを床に置きハーモニクスを鳴らしフィードバックが続いている中、忽然とステージから消え、再び現れてベースのボリュームを絞りフィードバックを止めて楽器を休める、といったような光景だった。ウェザー・リポートでのコンサート時には興奮してのってくると曲の途中で雄叫びのようなシャウトをあげたり、「ジャコのカニ歩き」としても有名になっている、素早い横歩きでステージ上を右往左往する動きなどでファンを盛り上げていた。

## おもな来日コンサート・ツアー
ジャコはウェザー・リポート、ワード・オブ・マウス・ビッグバンド、ジャコ・パストリアス・バンド、ギル・エヴァンス・オーケストラでの来日など、数多くのコンサート出演として来日していた。そして、来日が途切れてしまった1985年以降から死去する1987年までは、上述の状況から国内及び海外メディアからの情報がほとんど無くなってしまい、ジャコの状況はファンにとって掴みにくくなっていった。
- ウェザー・リポート

1978年6月21日〜7月2日までの7公演
1980年6月21日〜7月4日までの11公演
1981年5月31日〜6月12日までの9公演
- ワード・オブ・マウス・ビッグ・バンド

1982年8月31日〜9月5日までの6公演
オーレックス・ジャズ・フェスティバルへの出演
- ジャコ・パストリアス・バンド

Jaco Pastorius “WORD OF MOUTH” Band
1983年
ジャコ・パストリアス(ベース)
渡辺香津美(ギター)
ロン・トゥーリー (トランペット)
アレックス・フォスター (サックス)
デルマー・ブラウン (キーボード)
ドン・アライアス (パーカッション)
オセロ・モリノー (スティールドラム)
ケンウッド・デナード (ドラムス)
5月10日 大阪フェスティバルホール
5月11日 福岡サンパレス
5月13日 名古屋市公会堂
5月14日 宮城県民会館
5月15日 神奈川県民ホール
5月17日 新潟市県民ホール
5月19日 札幌厚生年金ホール
5月21日 新宿厚生年金ホール
5月22日 新宿厚生年金ホール(2ステージ)
- ギル・エヴァンス・オーケストラ

1984年7月28日と8月4日の2公演
東京よみうりランド、オープン・シアター EASTで行われたライブ・アンダー・ザ・スカイへの出演
ギル・エヴァンス・オーケストラへのゲスト参加

## エピソード
- デビュー当時から様々なメディアなどで、エレクトリック・ベースの奏法に革命をもたらした人物として取り上げられ、彼が死した今においてもその信奉者は世界中に数多い。ジャコはそれまでリズム楽器という認識の強かったエレクトリック・ベースを、アンサンブルにおける花形楽器にまで昇華させたイノベイターとして、歴史に名を残した。

- ジャコはベースをよく紛失した。「Bass of Doom」と呼んで生前長きに渡って愛用していた1本のジャズベースは、晩年に痴話喧嘩からジャコが激昂し、粉々に叩き壊してしまった。その後、スティーヴィー・レイ・ヴォーンのギター"Hamiltone"を製作したクラフツマンと、ジャコの楽器のメンテナンスを手掛けていたギターテクによって丁寧に修復された。ボディの表面に残った継ぎはぎの痕を隠すために、フィギュアド・メイプルの化粧板が貼られている。クラフツマン曰く、「ジグソー・パズルのようで非常に手間が掛かった」とのこと。しかし、ジャコが他界する数か月前に盗難に遭い、長らく行方不明だったが、ある時ニューヨークの楽器店に存在することが判明、遺族が返還を求めたが楽器店側はこれを拒絶、法廷闘争に持ち込まれそうになったところを、ジャコを「青春時代のヒーローだった」と語る[14]メタリカのロバート・トゥルージロが買い取り、遺族に返すと申し出たが、遺族は深く感謝し、ロバートにそのベースを託した[15]。
- ジャコが使用していた1960年製の黒いジャズベースは現在俳優の中村梅雀が所有している。

- 最初の妻であるトレーシーとの間に生まれた子供達で、『ワード・オブ・マウス』収録の「John and Mary」のイントロで、ジャコと戯れながら話し声や笑い声が残されているジョンとメアリーは、現在ジャコが残した音楽的資産管理をするための事務所を開いて活動している。2番目の妻イングリッドとの間で1982年に双子として生まれたジュリアスとフェリックスは、Way of the Groove というバンドを組んで地元フロリダ・フォートローダーデールのバーやクラブなどで頻繁にギグを行っているが、まだレコーディング・デビューはしていない。フェリックスはベーシスト、ジュリアスはドラマーであり、そのどちらの楽器もジャコが得意としていた。この双子は、1982年に発売された『Twins I & II』のネーミングが付く切っ掛けにもなっている。フェリックスは、2011年にジミー・ハスリップの後任としてイエロージャケッツに加入した。ジャコの甥にあたるデイヴィット・パストリアスは、Local 518 というバンドでアルバム・デビューしている。

- 家族からの証言によると、ジャコの奇行は双極性障害 (躁鬱病) がアルコールやドラッグの摂取で、その症状を悪化させたものであるという。また、彼がアルコールやドラッグなどに走った1つの理由として、「音楽家としてトップ・スターでいることに対する過度のプレッシャーを感じていたため」という証言も残っている。イングリッド・パストリアスからの言葉では、「1980年代に日本国内でジャコが見せた様々な奇行の数々が、日本のジャズ系音楽誌を通じてアメリカへ誇張された形で飛び火し、さらに偏見を持たれた原因になっている」とのこと。このため、亡くなるまでイングリッドは、この日本のジャズ系音楽誌を快く思っていなかった。

- ジャコの伝記本として1992年に出版された『ジャコ・パストリアスの肖像』[16]は彼の経歴を知る上でよく参考にされているが、著者ビル・ミルコウスキーはイングリッドや息子らの家族とは面識がなく、ジャコと面識を得たのはイングリッドとの離婚後に交際していた女性と共に過ごしていた時期である。その為当時、特に後期の没落期の事実関係等についてイングリッド側との主張には多くの食い違いがある。これらの食い違いは、ビル・ミルコウスキーは、ジャコの一ファンで、レコーディング関係者ではなかった為、レコーディングスタジオへの入室も許されていなかったため、スタジオ内での出来事に関しては、想像でドラマチックに記述するしかなかったのであろうと思われる。特に、面識の無いエンジニアのケニー・ジャッケルには、異常なまでのジェラシーがあったのであろうか、事実からは逸脱した表現になってしまっている[要出典]。

- ベースの演奏で用いられる「4フレット4フィンガー」は、ジャコが広めたとされている。世界初のベース教則ビデオ「modern electric bass」において自身が「他のベーシストはこうやって（3フレット4フィンガー）で弾くけど僕はこうやって（4フレット4フィンガー）弾くんだ」と話している。しかし、1〜5フレットに関しては、他のベーシストと同じように4指3フレットで弾いていた。

## ディスコグラフィ

### ソロ・アルバム
| タイトル                                                     | 原題                                                  | 年   | 種類                   |
| ------------------------------------------------------------ | ----------------------------------------------------- | ---- | ---------------------- |
| ジャコ・パストリアスの肖像                                   | Jaco Pastorius                                        | 1976 | スタジオ・アルバム     |
| ワード・オブ・マウス                                         | Word of Mouth                                         | 1981 | スタジオ・アルバム     |
| ホリデイ・フォー・パンズ                                     | Holiday for Pans                                      | 1993 | スタジオ・アルバム     |
| ア・グッド・スティッチ・フォー・ゴールデン・ローズ           | A Good Stitch for Golden Roads                        | 1997 | スタジオ・アルバム     |
| ジ・アーリー・イヤーズ・レコーディングス                     | The Early Years Recordings                            | 2006 | 未発表音源集           |
| モダン・アメリカン・ミュージック：クライテリア・セッションズ | Modern American Music...Period! The Criteria Sessions | 2014 | 未発表音源集           |
| ライヴ・フロム・ザ・プレイヤーズ・クラブ                     | Live From The Players Club                            | 2007 | 1978年ライブ・アルバム |

### ウェザー・リポート
| タイトル             | 原題           | 年   | 種類                        |
| -------------------- | -------------- | ---- | --------------------------- |
| ブラック・マーケット | Black Market   | 1976 | スタジオ・アルバム          |
| ヘヴィ・ウェザー     | Heavy Weather  | 1977 | スタジオ・アルバム          |
| ミスター・ゴーン     | Mr. Gone       | 1978 | スタジオ・アルバム          |
| 8:30                 | 8:30           | 1979 | ライブ + スタジオ・アルバム |
| ナイト・パッセージ   | Night Passage  | 1980 | スタジオ・アルバム          |
| ウェザー・リポート   | Weather Report | 1982 | スタジオ・アルバム          |

### ジャコ・パストリアス・バンド
| タイトル                                                                     | 原題                                                         | 年   | 種類                   |
| ---------------------------------------------------------------------------- | ------------------------------------------------------------ | ---- | ---------------------- |
| バースデイ・コンサート                                                       | The Birthday Concert                                         | 1995 | 1981年ライブ・アルバム |
| ワード・オブ・マウス・バンド1983ジャパン・ツアー・フィーチャリング渡辺香津美 | Word of Mouth Band 1983 Japan Tour featuring Kazumi Watanabe | 2012 | 1983年ライブ・アルバム |

### ワード・オブ・マウス・ビッグ・バンド
| タイトル                                                                          | 原題                               | 年   | 種類                                                              |
| --------------------------------------------------------------------------------- | ---------------------------------- | ---- | ----------------------------------------------------------------- |
| Twins I                                                                           | Twins I - Aurex Jazz Festival '82  | 1982 | 1982年ライブ・アルバム                                            |
| Twins II                                                                          | Twins II - Aurex Jazz Festival '82 | 1982 | 1982年ライブ・アルバム                                            |
| インヴィテイション                                                                | Invitation                         | 1983 | 1982年ライブ・アルバム                                            |
| Twins I & II                                                                      | Twins I & II                       | 1999 | 1982年ライブ・アルバム                                            |
| Twins I & II - Live In Japan 1982                                                 | Twins I & II - Live In Japan 1982  | 2007 | 1982年ライブ・アルバム                                            |
| ライヴ・イン・ニューヨーク：コンプリート1982 NPR ジャズ・アライヴ！レコーディング | Truth, Liberty & Soul              | 2017 | 1982年6月27日クール・ジャズ・フェスティヴァルでのライブ・アルバム |

### コンピレーション、その他
| タイトル                                         | 原題                           | 年   | 種類             | アーティスト名                             |
| ------------------------------------------------ | ------------------------------ | ---- | ---------------- | ------------------------------------------ |
| ハバナ・ジャム                                   | Havana Jam                     | 1979 | ライブ・アルバム | ウェザー・リポート、トリオ・オブ・ドゥーム |
| ハバナ・ジャム II                                | Havana Jam II                  | 1979 | ライブ・アルバム | ウェザー・リポート、トリオ・オブ・ドゥーム |
| ウェザー・イヤーズ                               | The Weather Years              | 1999 | コンピレーション | ウェザー・リポート                         |
| ライブ・アンド・アンリリースド                   | Live and Unreleased            | 2002 | ライブ・アルバム | ウェザー・リポート                         |
| パンク・ジャズ                                   | Punk Jazz                      | 2003 | コンピレーション |                                            |
| フォアキャスト・トゥモロウ                       | Forecast: Tomorrow             | 2006 | コンピレーション | ウェザー・リポート                         |
| ザ・エッセンシャル・ジャコ・パストリアス         | The Essential Jaco Pastorius   | 2007 | コンピレーション |                                            |
| ウッドチャック                                   | Woodchuck                      | 2008 | コンピレーション |                                            |
| レジェンダリー・ライヴ・アンド・デモ・トラックス | Legendary Live And Demo Tracks | 2008 | コンピレーション |                                            |
| JACO オリジナル・サウンドトラック                | JACO Original Soundtrack       | 2015 | コンピレーション |                                            |

### セッション・アルバム
| アーティスト名                                                             | 原語表記                                             | タイトル                             | 原題                          | 年   |
| -------------------------------------------------------------------------- | ---------------------------------------------------- | ------------------------------------ | ----------------------------- | ---- |
| パストリアス・メセニー・ディトマス・ブレイ                                 | Pastorius, Metheny, Ditmas, Bley                     | ジャコ                               | Jaco                          | 1974 |
| パット・メセニー                                                           | Pat Metheny                                          | ブライト・サイズ・ライフ             | Bright Size Life              | 1976 |
| アル・ディ・メオラ                                                         | Al Di Meola                                          | 白夜の大地                           | Land of the Midnight Sun      | 1976 |
| イアン・ハンター                                                           | Ian Hunter                                           | 流浪者                               | All American Alien Boy        | 1976 |
| ジョニ・ミッチェル                                                         | Joni Mitchell                                        | 逃避行                               | Hejira                        | 1976 |
| アルベルト・マンゲルスドルフ、ジャコ・パストリアス、アルフォンス・ムゾーン | Albert Mangelsdorff, Jaco Pastorius, Alphonse Mouzon | トライローグ                         | Trilogue Live!                | 1976 |
| ジョニ・ミッチェル                                                         | Joni Mitchell                                        | ドンファンのじゃじゃ馬娘             | Don Juan's Reckless Daughter  | 1977 |
| トム・スコット                                                             | Tom Scott                                            | インティメット・ストレンジャー       | Intimate Strangers            | 1977 |
| ハービー・ハンコック                                                       | Herbie Hancock                                       | サンライト                           | Sunlight                      | 1978 |
| フローラ・プリム                                                           | Flora Purim                                          | エブリデイ、エブリナイト             | Everyday, Everynight          | 1978 |
| ジョニ・ミッチェル                                                         | Joni Mitchell                                        | ミンガス                             | Mingus                        | 1979 |
| ミシェル・コロンビエ                                                       | Michel Colombier                                     | ミシェル・コロンビエ                 | Michel Colombier              | 1979 |
| ジョニ・ミッチェル                                                         | Joni Mitchell                                        | シャドウズ・アンド・ライト           | Shadows and Light             | 1979 |
| ハービー・ハンコック                                                       | Herbie Hancock                                       | MR.ハンズ                            | Mr. Hands                     | 1979 |
| ボブ・ミンツァー                                                           | Bob Mintzer                                          | ソース                               | Source                        | 1982 |
| ブライアン・メルヴィン                                                     | Brian Melvin                                         | ナイト・フード                       | Nightfood                     | 1986 |
| ビレリ・ラグレーン                                                         | Biréli Lagrène                                       | シュトゥットガルト・アリア           | Stuttgart Aria                | 1986 |
| マイク・スターン                                                           | Mike Stern                                           | アップサイド・ダウンサイド           | Upside Downside               | 1986 |
| ブライアン・メルヴィン・トリオ                                             | The Brian Melvin Trio                                | スタンダーズ・ゾーン                 | The Standards Zone            | 1986 |
| トリオ・オブ・ドゥーム                                                     | Trio of Doom                                         | トリオ・オブ・ドゥーム               | Trio of Doom                  | 2007 |
| トミー・ストランド、アッパー・ハンド                                       | Tommy Strand & The Upper Hand                        | トミー・ストランド、アッパー・ハンド | Tommy Strand & The Upper Hand | 2009 |

## ビデオグラフィ
| タイトル                         | 原題                   | 年   | 種類                       | アーティスト名               |
| -------------------------------- | ---------------------- | ---- | -------------------------- | ---------------------------- |
| シャドウズ・アンド・ライト       | Shadows and Light      | 1980 | レーザーディスク、VHS、DVD | ジョニ・ミッチェル           |
| ライブ・イン・モントリオール     | Live In Montreal       | 1982 | レーザーディスク、VHS、DVD | ジャコ・パストリアス・バンド |
| モダーン・エレクトリック・ベース | Modern Electric Bass   | 1985 | VHS、DVD                   |                              |
| フォアキャスト・トゥモロウ       | Forecast : Tomorrow    | 2006 | DVD                        | ウェザー・リポート           |
| ライブ・アット・モントルー 1976  | Live at Montreaux 1976 | 2007 | DVD                        | ウェザー・リポート           |

### ドキュメンタリー映画
- 『JACO』 - Jaco (2014年)